# Hoplistomerus caliginosus
Hoplistomerus caliginosus är en tvåvingeart som först beskrevs av Wulp 1899.  Hoplistomerus caliginosus ingår i släktet Hoplistomerus och familjen rovflugor.
Artens utbredningsområde är Sydjemen. Inga underarter finns listade i Catalogue of Life.